# Дамаджадасрі II
Дамаджадасрі II — сакський правитель з династії Західні Кшатрапи.